# Assyrer in der Schweiz

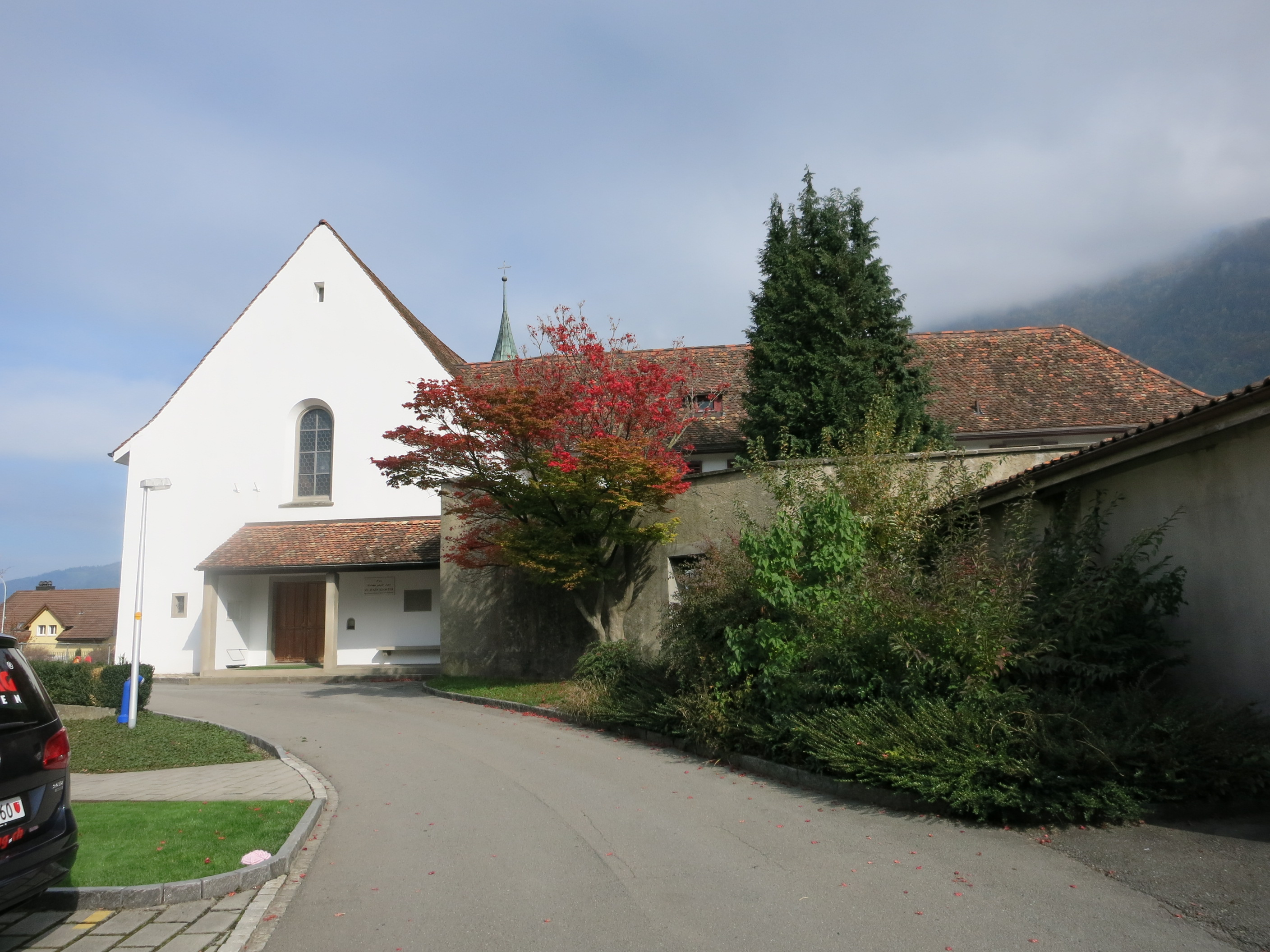
Syrisch-Orthodoxes Kloster Mor Augin in Arth SZ

Assyrer (Suryoye/Suraye) (aramäisch: ܣܘܪ̈ܝܝܐ) in der Schweiz sind Angehörige der unter anderem in der Schweiz lebenden assyrischen Ethnie. Die Muttersprache der Assyrer ist die Syrische Sprache (auch bekannt als Surayt), welche linguistisch zur Neu-Ostaramäischen Sprachfamilie gezählt wird.
Die Assyrer benutzen dabei zwei Dialekte. Einerseits handelt es sich um den West-Syrischen Surayt-Dialekt (auch bekannt als Turoyo), andererseits um den Ost-Syrischen Suret-Dialekt (auch bekannt als Swadaya). Da es sich bei den Assyrern in der Schweiz hauptsächlich um Bürger handelt, welche ihre Wurzeln im Tur-Abdin (Südosttürkei) oder in Gozarto (Nordsyrien) haben, verwenden die Assyrer in der Schweiz mehrheitlich den syrischen Surayt (Turoyo) Dialekt.

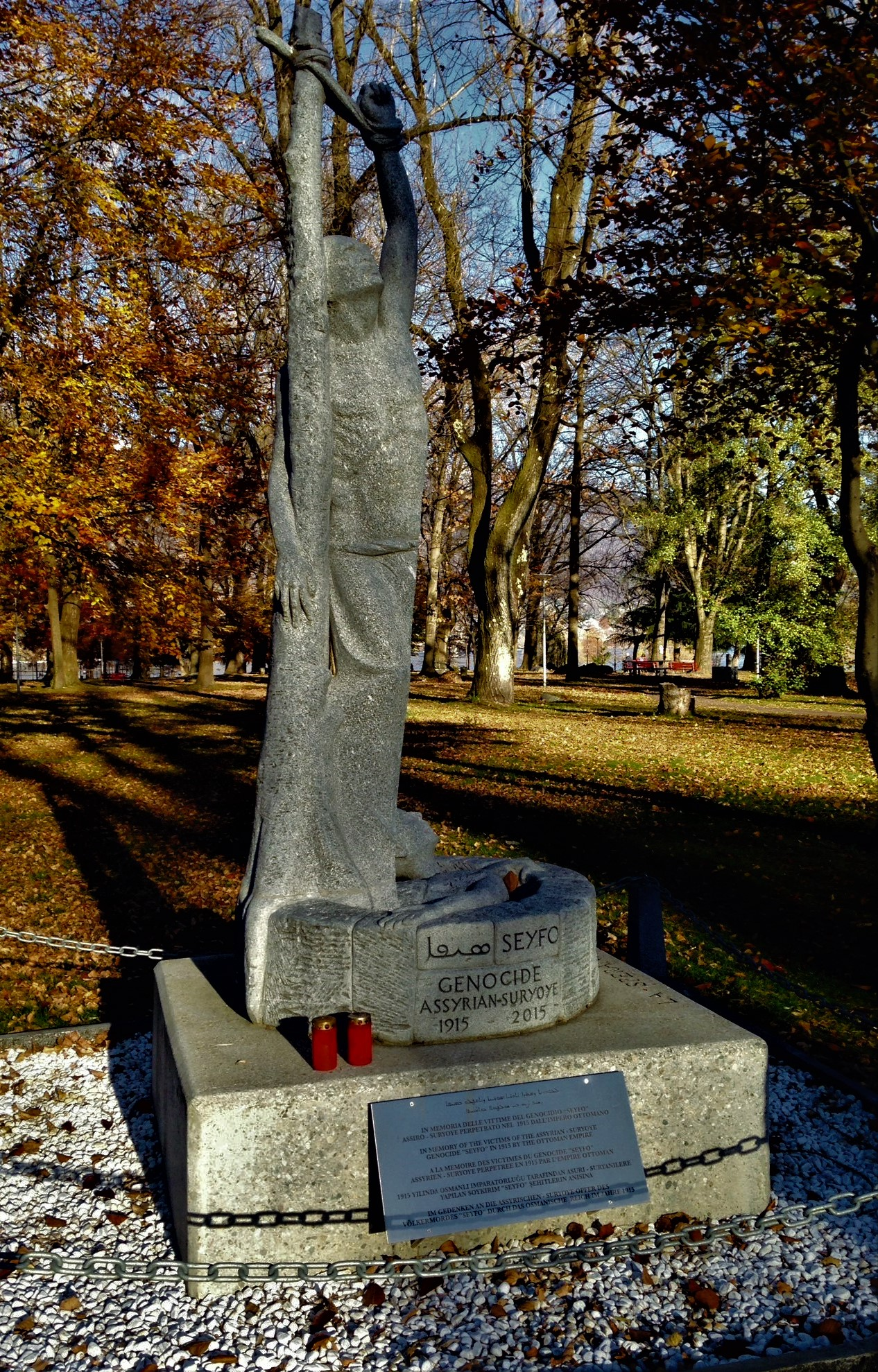
Denkmal des Völkermords an den Assyrern im Parco Della Pace in Locarno.

## Einwanderung

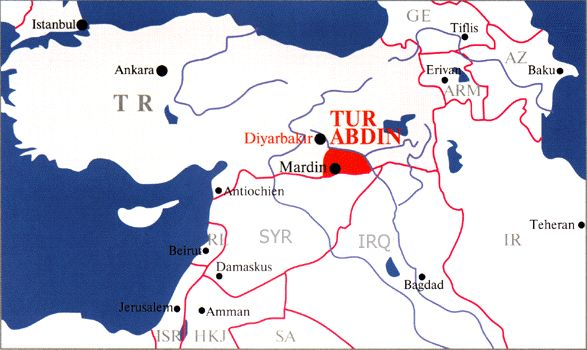
Der Tur-Abdin gilt als das historische Siedlungsgebiet der syrisch-orthodoxen Assyrer.

Ihre Anzahl wird auf über 16'000 geschätzt; die meisten kamen in den 1970er Jahren als Gastarbeiter in die Schweiz. Die Assyrer in der Schweiz stammen grösstenteils aus dem Tur Abdin und zwar hauptsächlich aus der türkischen Provinz Mardin. Sie kommen u. a. aus den Städten Midyat und Beth Zabday sowie mehrheitlich aus folgenden historischen Dörfern: Arbo, Kafro, Enhil, Midin, Arkah, Beth Kustan, Aynwardo, Hah, Marbobo, Salah, Sare, Hapsis, Arnas, Beth Debe, Beth Sbirino, Dayro da-Slibo, Hrabemishka, Qartmin und Keferze, die meisten von ihnen (ca. 15'000) gehören der Syrisch-Orthodoxen Kirche von Antiochien an.
Rund 1'000 Assyrer gehören der Chaldäisch-katholischen Kirche an, diese Familien stammen mehrheitlich aus dem heutigen Irak.
Der Bischofssitz der Syrisch-Orthodoxen Diözese der Schweiz und Österreich ist im Kloster Mor Augin in Arth in der Zentralschweiz.
Die meisten Assyrer leben im deutschsprachigen Raum der Schweiz, wie z. B. in den Kantonen St. Gallen, Thurgau, Schwyz, Zug und Aargau. Ein weiterer Teil der assyrischen Gemeinde lebt im italienischsprachigen Raum der Schweiz, im Kanton Tessin, hauptsächlich in Lugano und Locarno.
Die eigensprachliche Bezeichnung der Assyrer lautet Suryoye oder Suroye. Die Assyrer werden auch als Aramäer oder Chaldäer bezeichnet.

## Integration
Der Bundesrat hält in seiner Stellungnahme vom 14. Februar 2007 auf die Interpellation des Nationalrats Reto Wehrli (CVP-Fraktion) fest, dass die Assyrer in der Schweiz sich bemerkenswert gut integriert haben.
In der Schweiz gibt es heute einige assyrische Kultur- und Fussballvereine. Nebst dem syrisch-orthodoxen Kloster haben die Assyrer keine eigene syrisch-orthodoxe Kirche in der Schweiz. Der syrisch-orthodoxe und chaldäisch-katholische Gottesdienst wird mehrheitlich in katholischen Kirchen durchgeführt.

## Assyrer besetzen Palais de Rumine in Lausanne
Am 24. Juli 2000 haben rund 100 Assyrer den Palais de Rumine in Lausanne besetzt. In diesem Gebäude wurde am 24. Juli 1923 der Vertrag von Lausanne unterzeichnet, in dem die Assyrer all ihre Rechte als Volk in der Türkei verloren haben.
Das Ziel der Demonstranten war es, Aufmerksamkeit von den Medien und der Schweizer Regierung bezüglich den folgenden drei Punkten zu erlangen:
- Im Jahre 1923 waren im Vertrag von Lausanne keine Minderheitenrechte für das assyrische Volk vorgesehen. Durch diesen Vertrag wird die Existenz einer assyrischen Ethnie bis heute geleugnet. Der türkische Staat erkennt die Assyrer bis heute nicht als ethnische Minderheit an.
- Die andauernde Unterdrückung und Ungerechtigkeit gegen die Assyrer in der Türkei.
- Die internationale Anerkennung des assyrischen Volkes.[10][11]